# Йохан II (Източна Фризия)
Йохан II от Източна Фризия (на немски: Johann Graf von Ostfriesland; * 2 септември 1538 в Аурих; † 29 септември 1591 в замък Щикхаузен в Детерн в Долна Саксония) от фамилията Кирксена е от 1561 г. до смъртта си 1591 г. съ-граф на Графство Източна Фризия, господар на Греетзил, Леерорт и Щикхаузен.
Той е най-малкият син на граф Ено II от Източна Фризия (1505 – 1540) и съпругата му графиня Анна фон Олденбург (1501 -1575), дъщеря на граф Йохан V фон Олденбург (1460 – 1526) и съпругата му Анна фон Анхалт-Цербст († 1531), дъщеря на княз Георг I фон Анхалт-Цербст.
След смъртта на баща му през 1540 г. майка му Анна фон Олденбург поема управлението от 1542 до 1561 г. за нейните малки деца. Нейният най-главен съветник е брат ѝ Кристоф фон Олденбург до неговата смърт през 1566 г. По желание на майка му Йохан II управлява от 1561 г. заедно с двамата си братя Едзард II (1532 – 1599) и Кристоф (1536 – 1566). Между двамата братя Едзард II и Йохан II има борба за надмощие.
Йохан II умира неженен на 53 години на 29 септември 1591 г. в Щикхаузен в Детерн и е погребан в „Голямата църква“ в Емден.
След смъртта на Йохан II през 1591 г. брат му Едзард II управлява сам графството Източна Фризия.